# HOUND DOG (밴드)
HOUND DOG(하운드 도그)는 오토모 고헤이를 중심으로 한, 1976년 결성된 일본의 록 밴드이다. "ff (포르티시모)"(ff（フォルティシモ）), "다리를 건널 때"(BRIDGE〜あの橋をわたるとき〜) 등의 노래로 알려져 있다. 1980년대 후반에 이 밴드는 일련의 라이브 공연을 통해 일본 투어를 적극적으로 했다. 1990년대 말에 활동도가 낮아지다가 2005년에 오토모가 솔로 경력을 추구하기에 이른다. 이로 인해 법정 소송으로까지 발전하여 이 밴드는 혼동에 빠진다. 2018년 기준으로, 오토모는 이 밴드에 남은 유일한 공식 멤버이다.
미국에서 하운드 도그는 나루토 애니메이션의 오프닝 주제곡의 하나인 싱글 "R★O★C★K★S"로 잘 알려져 있다.

## 선별된 디스코그래피
- Welcome to the Rock 'n Roll Show 1981
- Stand Play 1981
- Power Up! 1981
- Roll Over 1982
- Brash Boy 1983
- Dreamer 1984
- Spirits! 1985
- Love 1986
- Be Quiet 1987
- Gold 1989
- Voice 1990
- Back to Rock 1991
- Bridge 1992
- River 1993
- Rock Me 1994
- Across the Rainbow 1996
- Baby Universe 1998
- Happy Star 2000
- Big Dipper 2002
- 11 Rooms for Sky 2004
- Omega 2005